# Лікар-імунолог
Лікар-імунолог — це лікар, який займається вивченням стану імунітету пацієнта, пропонує ряд комплексних заходів щодо його зміцнення, шукає способи лікування «вогнища» патологічних станів.

## Завдання та обов'язки
- Надає спеціалізовану медичну допомогу хворим з імунозалежною патологією, в тому числі швидку та невідкладну.
- Застосовує сучасні методи профілактики, діагностики, лікування, реабілітації, організовує і проводить диспансеризацію, відповідно до встановленого переліку нозологічних форм.
- Здійснює нагляд за побічними реакціями/діями лікарських засобів.
- Здійснює експертизу непрацездатності, бере участь у роботі лікарсько-консультативної та медико-соціальної експертної комісій.
- Працює в тісному контакті з лікарями інших спеціальностей, організовує і проводить консультації хворих.
- Бере участь у проведенні протиепідемічних заходів при появі осередку інфекції.
- Керує роботою середнього медичного персоналу. Дотримується принципів медичної деонтології. Планує роботу і проводить аналіз її результатів. Веде лікарську документацію. Бере активну участь у поширенні медичних знань серед населення з профілактики імунозалежних захворювань. Постійно удосконалює свій професійний рівень.

## Необхідні знання
- чинне законодавство про охорону здоров'я та нормативні документи, що регламентують діяльність органів управління та закладів охорони здоров'я;
- основи права в медицині;
- організацію імунологічної та алергологічної допомоги;
- права, обов'язки та відповідальність лікаря-імунолога;
- показники діяльності імунологічної служби, швидкої і невідкладної допомоги хворим з імунологічною патологією;
- основи імуногенетики, інфекційної імунології, імуноонкології, нейроімунології, імуноендокринології, трансплантаційної імунології, імунобіотехнології, імуногематології, клінічної імунології та алергології;
- структуру і функції органів кровотворення, імунної системи, будову і функції окремих імунокомпетентних органів;
- антигени, їх властивості, різновиди; антитіла, класи і субкласи, їх значення в імунних процесах;
- вікові особливості функціонування імунної системи;
- етіологію, патогенез, клініку імунозалежних хвороб, у тому числі синдрому набутого імунодефіциту (СНІД);
- сучасну класифікацію, епідеміологію імунозалежних хвороб;
- дію на імунну систему несприятливих екологічних факторів, побічну дію лікувальних засобів;
- методи оцінки імунної системи за тестами І та II рівня;
- сучасні методи профілактики, специфічної і диференційної діагностики, імунотерапії, імуномодуляції, нетрадиційної терапії, реабілітації та диспансеризації при імунозалежних захворюваннях;
- методи діагностики і лікування, прогноз і запобігання імунним конфліктам при пересадках органів і тканин, патологічній вагітності, неплідності;
- методи дослідження, загальні та спеціальні;
- основи фармакотерапії, методи детоксикаційної терапії, фізіотерапії, кліматотерапії, лікувальної фізкультури, дієтотерапії, показання і протипоказання до санаторно-курортного лікування;
- організацію і проведення профілактичних щеплень;
- невідкладну допомогу при виникненні поствакцинальних ускладнень;
- методи визначення тимчасової і стійкої непрацездатності, роботу лікарсько-консультативної та медико-соціальної експертної комісій;
- правила оформлення медичної документації;
- передові інформаційні та Інтернет технології;
- сучасну наукову літературу та науково-практичну періодику за фахом, методи її аналізу та узагальнення.

## Кваліфікаційні вимоги
Лікар-імунолог вищої кваліфікаційної категоріїповна вища освіта (спеціаліст, магістр) за напрямом підготовки "Медицина", спеціальністю "Лікувальна справа". Проходження інтернатури за спеціальністю "Терапія" з наступною спеціалізацією з "Імунології". Підвищення кваліфікації (курси удосконалення, стажування, передатестаційні цикли тощо). Наявність сертифіката лікаря-спеціаліста та посвідчення про присвоєння (підтвердження) вищої кваліфікаційної категорії з цієї спеціальності. Стаж роботи за фахом понад 10 років.
Лікар-імунолог I кваліфікаційної категоріїповна вища освіта (спеціаліст, магістр) за напрямом підготовки "Медицина", спеціальністю "Лікувальна справа". Проходження інтернатури за спеціальністю "Терапія" з наступною спеціалізацією з "Імунології". Підвищення кваліфікації (курси удосконалення, стажування, передатестаційні цикли тощо). Наявність сертифіката лікаря-спеціаліста та посвідчення про присвоєння (підтвердження) I кваліфікаційної категорії з цієї спеціальності. Стаж роботи за фахом понад 7 років.
Лікар-імунолог II кваліфікаційної категоріїповна вища освіта (спеціаліст, магістр) за напрямом підготовки "Медицина", спеціальністю "Лікувальна справа". Проходження інтернатури за спеціальністю "Терапія" з наступною спеціалізацією з "Імунології". Підвищення кваліфікації (курси удосконалення, стажування, передатестаційні цикли тощо). Наявність сертифіката лікаря-спеціаліста та посвідчення про присвоєння (підтвердження) II кваліфікаційної категорії з цієї спеціальності. Стаж роботи за фахом понад 5 років.
Лікар-імунологповна вища освіта (спеціаліст, магістр) за напрямом підготовки "Медицина", спеціальністю "Лікувальна справа". Проходження інтернатури за спеціальністю "Терапія" з наступною спеціалізацією з "Імунології". Наявність сертифіката лікаря-спеціаліста. Без вимог до стажу роботи.